# Odwrócona hipoteka
Odwrócona hipoteka (ang. reverse mortgage) – hipotekę odwróconą (equity release plan, Equity Release Schemes, ERS) można zdefiniować jako usługę finansową, która pozwala na zmianę aktywum trwałego, jakim jest nieruchomość mieszkaniowa, w płynne środki finansowe wykorzystywane na potrzeby prywatnych świadczeń emerytalnych. Usługa ta umożliwia posiadaczowi nieruchomości na uwolnienie majątku w niej zgromadzonego przy jednoczesnym zachowaniu prawa do korzystania z zamieszkiwanego domu lub mieszkania. Tym samym niepłynne aktywa stają się źródłem płynnych środków pieniężnych wykorzystywanych do konsumpcji przez osoby w wieku emerytalnym.
Na świecie, jak i w Polsce wyróżnia się dwa modele hipoteki odwróconej:
- model kredytowy (Loan Model ERS, reverse mortgage, home equity conversion mortgage, lifetime mortgage, odwrócony kredyt hipoteczny);

- model sprzedażowy (home reversion, reversion plan, renta dożywotnia, dożywotnie świadczenie pieniężne).

Model kredytowy to pożyczka lub kredyt zabezpieczony hipoteką, który ostatecznie zostanie spłacony ze środków pochodzących ze sprzedaży nieruchomości.
Model sprzedażowy oznacza przeniesienie prawa własności do nieruchomości i zapewnia dożywotnie korzystanie z nieruchomości przez beneficjenta i wykorzystywanie środków wynikających z wartości nieruchomości jako dodatkowego źródła dochodu na emeryturze.
Według Study on Equity Release Schemes in the EU hipoteka odwrócona musi spełniać następujące zasady:
1. być usługą finansową;
2. być źródłem płynnych środków w przyszłości;
3. zawierać niepodważalne prawo beneficjenta do korzystania z nieruchomości;
4. zapewniać środki finansowe na świadczenie emerytalne, a ich źródłem może być wyłącznie zbycie nieruchomości.

Płatności z tytułu hipoteki odwróconej mogą przyjąć formę jednorazowej wypłaty lub wypłat regularnych i są zabezpieczone hipoteką na nieruchomości lub powstają w wyniku zbycia nieruchomości (prawa do nieruchomości).
W Polsce model kredytowy hipoteki odwróconej określany jest jako Odwrócony Kredyt Hipoteczny i jest regulowany Ustawą o odwróconym kredycie hipotecznym z dnia 23 października 2014 r. (z późniejszymi zmianami).
Model sprzedażowy, zwany rentą dożywotnią, rentą hipoteczną lub dożywotnim świadczeniem pieniężnym regulowany jest przepisami Kodeksu cywilnego, art. 903-907 dotyczące renty lub art. 908-916 dotyczące umowy o dożywocie.

## Różnice między odwróconą hipoteką a rentą dożywotnią
- odwrócony kredyt hipoteczny wypłacany jest przez określony czas zawarty w umowie (najczęściej kilka – kilkanaście lat), natomiast renta dożywotnia wypłacana jest do końca życia,
- przy odwróconym kredycie hipotecznym to osoba zostaje właścicielem nieruchomości aż do swojej śmierci, natomiast w przypadku świadczenia dożywotniego jest nim instytucja finansowa, z którą została podpisana umowa,
- w przypadku odwróconej hipoteki to osoba ponosi koszty z tytułu podatku od nieruchomości, ubezpieczenia czy opłaty związanej z użytkowaniem wieczystym, przy rencie dożywotniej koszty opłacane są przez instytucję finansową[4].